# Kyathaganacherlu, Pavagada
Kyathaganacherlu là một làng thuộc tehsil Pavagada, huyện Tumkur, bang Karnataka, Ấn Độ.